# Béo phì ở thú cưng

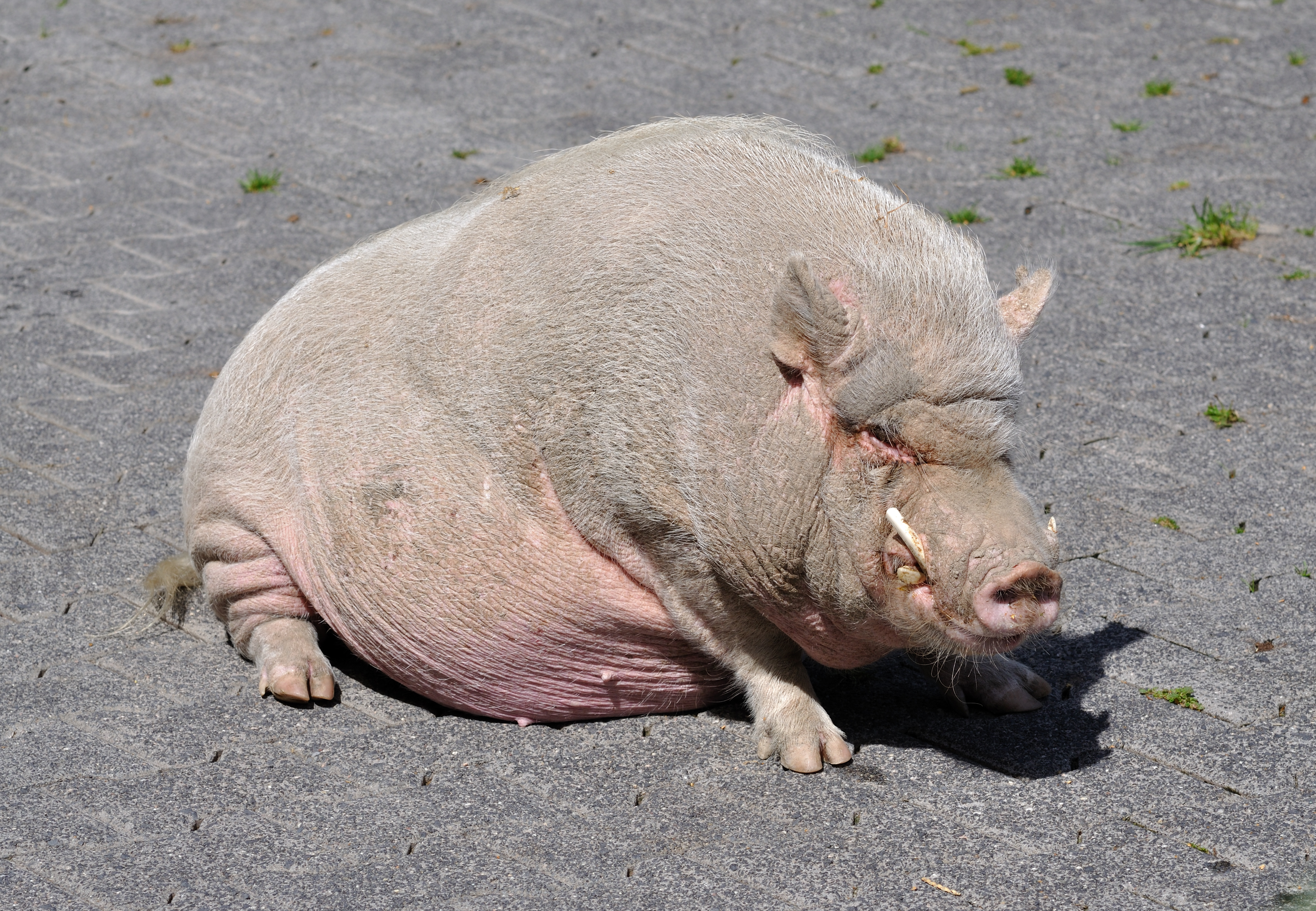
Một con lợn bạch thừa cân quá khổ trong một sở thú ở Đức

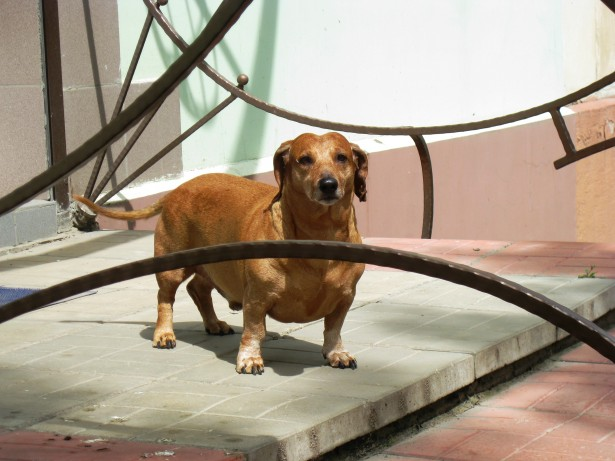
Một con chó xúc xích (Dachshund) bị thừa cân

Béo phì ở thú cưng là tình trạng béo phì hoặc thừa cân xảy ra trên các loài thú cưng, phổ biến là ở chó, mèo, thỏ nhà, chuột kiểng, lợn kiểng. Đây chính là tình trạng có quá nhiều mỡ thừa được tích lũy trong cơ thể của thú cưng do ăn quá nhiều và ít vận động. Bệnh béo phì ở thú cưng là hiện tượng tăng cân xảy ra khi năng lượng dung nạp vào cơ thể vượt quá năng lượng cần thiết. Chỗ năng lượng dư thừa này sau đó sẽ được dự trữ dưới dạng mỡ. Một khi vật cưng đã bị béo phì, chúng vẫn sẽ béo phì mặc dù đã ngừng hấp thu lượng calo dư thừa vào cơ thể.
Đây là một tình trạng phổ biến ở thú cưng. Ở những nước phát triển, chứng béo phì là chứng bệnh dinh dưỡng phổ biến ở chó, mèo và thú cưng. Bệnh béo phì là một căn bệnh phổ biến và dễ mắc phải ở vật nuôi đang trở thành phổ biến với hơn một nửa số lượng chó mèo bị thừa cân hoặc béo phì với gần 58% số lượng mèo và 53% số lượng chó bị thừa cân/béo phì tại Mỹ. Béo phì có thể gây ảnh hưởng đến sức khỏe như giảm tuổi thọ, ảnh hưởng bởi cơ thể dư thừa chất béo gồm cả xương và khớp, các cơ quan tiêu hóa, việc hít thở. Khi thú cưng bị thừa cân, cơ thể sẽ trở nên nặng nề và gia tăng nguy cơ mắc bệnh tiểu đường, hay các vấn đề về gan và đau khớp.

## Tổng quan
Đây gần như là loại bệnh phổ biến ở động vật. Bệnh phổ biến ở những chú chó trưởng thành, tầm tuổi giữa khoảng 5–10 tuổi, nhất xảy ra ở chó già và thụ động. Chó đã bị triệt sản hoặc được nuôi trong nhà cũng là đối tượng có nguy cơ cao mắc bệnh béo phì. Con chó được nuôi dưỡng, thiếu vận động, hoặc là có xu hướng tăng trọng lượng sẽ rất dễ bị béo phì, những chú chó được ăn thực phẩm nấu tại nhà, hay được cho ăn khi ngồi chực và ăn vặt cũng dễ bị béo phì hơn những chú chó chỉ ăn các loại thức ăn được sản xuất riêng cho chúng.
So với chó, bệnh béo phì ở mèo ít phổ biến hơn do mèo có khả năng điều tiết năng lượng đã hấp thụ tốt hơn chó. Kích cỡ cơ thể của mèo rất đa dạng tùy thuộc vào giống mèo. Một vài giống, như Maine Coon, bản chất có hình dáng to và cân nặng hơn bình thường. Cân nặng trung bình của mèo khỏe mạnh dao động từ khoảng 3 tới 5 kilogram. Vì vậy, tùy theo giống mèo mà tiêu chuẩn bệnh thừa cân hay béo phì cũng trở nên khác nhau. Bệnh béo phì được định nghĩa là khi số cân nặng vượt quá 20% so với tiêu chuẩn, theo đó, 1,8 hay 2 kilogram cân nặng có thể tạo nên sự khác biệt lớn tới tuổi thọ và chất lượng cuộc sống của mèo.

## Nguyên nhân

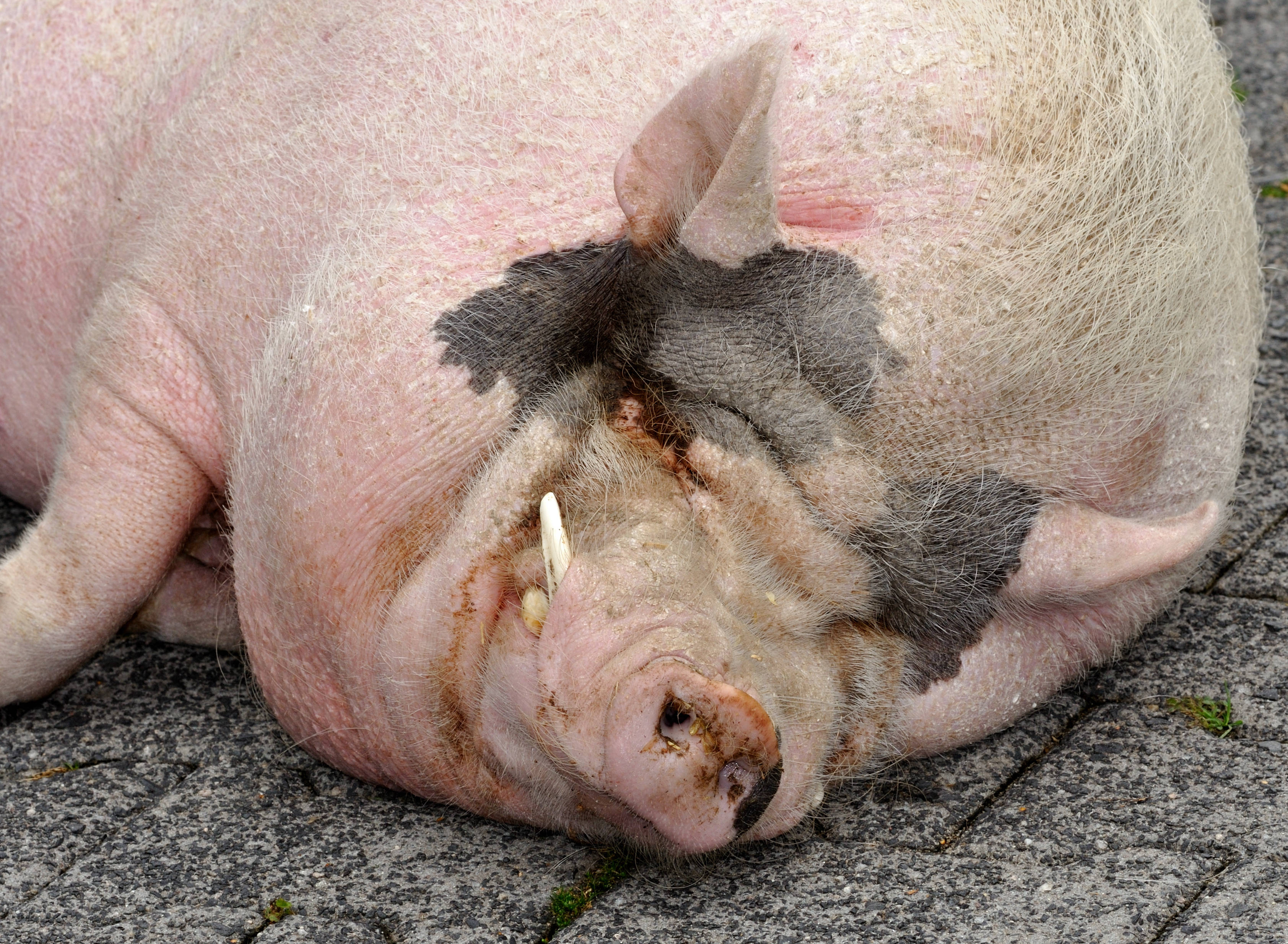
Một con lợn bị thừa cân quá khổ

Cũng như loài người, bệnh béo phì là một nỗi lo lớn. Có nhiều nguyên nhân khiến thú cưng trở nên béo phì. Phần lớn nguyên nhân của các trường hợp béo phì liên quan đến việc vật nuôi được cho ăn quá nhiều mà không kèm theo chế độ tập luyện hợp lí. Thường thấy là do sự bất hợp lí giữa năng lượng chúng nạp vào và năng lượng sử dụng hàng ngày tức là ăn nhiều hơn nhu cầu cơ thể cần. Nó thường được gây ra bởi sự mất cân bằng giữa lượng ăn và cách tiêu hao chúng, ăn nhiều hơn và thiếu vận động thì thú cưng có thể bị béo phì.
Bệnh béo phì cũng phổ biến ở những con chó trưởng thành do ở lứa tuổi này, khả năng hoạt động của chúng dần trở nên kém hơn. Béo phì cũng trở nên phổ biến hơn ở những con chó già vì việc giảm bớt vận động và không tập thể dục. Một số nguyên nhân khác gây bệnh là tình trạng hypothyroidism (sự suy giảm hoạt động ở tuyến giáp), insulinoma (u tuyến tụy nội tiết), hyperadrenocorticism (rối loạn dư thừa nội tiết) và do hậu triệt sản và suy giáp, và việc thiến hoạn động vật (neutering).
Không phải tất cả những con chó thời hiện đại đều được sử dụng cho công việc, hầu hết những con thú nuôi bốn chân đều có lối sống yên tĩnh, các con vật được ngủ nhiều, cho ăn nhiều, di chuyển ít, từ đó ảnh hưởng tiêu cực đến trọng lượng của chúng. Tác động lâu dài của việc tăng cân quá mức có thể bắt đầu xuất hiện ngay cả khi vật nuôi vẫn còn là chó con và mèo con. Chế độ dinh dưỡng, thói quen ăn uống không lành mạnh, chứa quá nhiều carbohydrates, như các loại thực phẩm calo cao, một chế độ ăn uống xen kẽ hay thường xuyên được thưởng thêm đồ ăn cũng dẫn đến tình trang béo phì.
Nguyên nhân khiến vật nuôi béo phì thường là do cách chăm sóc của con người. Phần lớn những người chủ nuôi chó thường nghĩ rằng việc cho chúng ăn những bữa ăn thịnh soạn, thừa mứa là cách để thể hiện tình yêu và sự quan tâm của mình dành cho thú cưng. Các chủ vật nuôi nghĩ rằng vật nuôi của mình đều ở mức trọng lượng trung bình, thậm chí phải là chó mập, mèo ú thì mới dễ thương. Điều đó cho thấy các chủ vật nuôi không quan trọng việc chó mèo của mình đạt trọng lượng bao nhiêu và không có chế độ chăm hợp lý và khoa học cho những con vật này.

## Chẩn đoán
Bệnh béo phì được chẩn đoán bằng cách đo trọng lượng hay tính toán các chỉ số thể trạng. Kiểm tra bằng cách nắn xương, ngang lưng, đuôi và đầu, sau đó so sánh các chỉ số trên với chỉ số tiêu chuẩn cho giống chó hoặc giống mèo. Khi trọng lượng của thú cưng vượt quá 10-15% tiêu chuẩn được coi là chó mèo bị béo phì. Chỉ số của những con chó béo phì sẽ vượt trên tiêu chuẩn khoảng 10 đến 15%, nhưng ở chó, việc tăng quá trọng lượng cho phép ở mức 5%, chúng đã có thể có nguy cơ mắc các vấn đề về sức khỏe.
Ngoài ra, riêng đối với mèo, một số dấu hiệu sau đây chứng tỏ chúng đang thừa cân hoặc đã bị chứng béo phì:

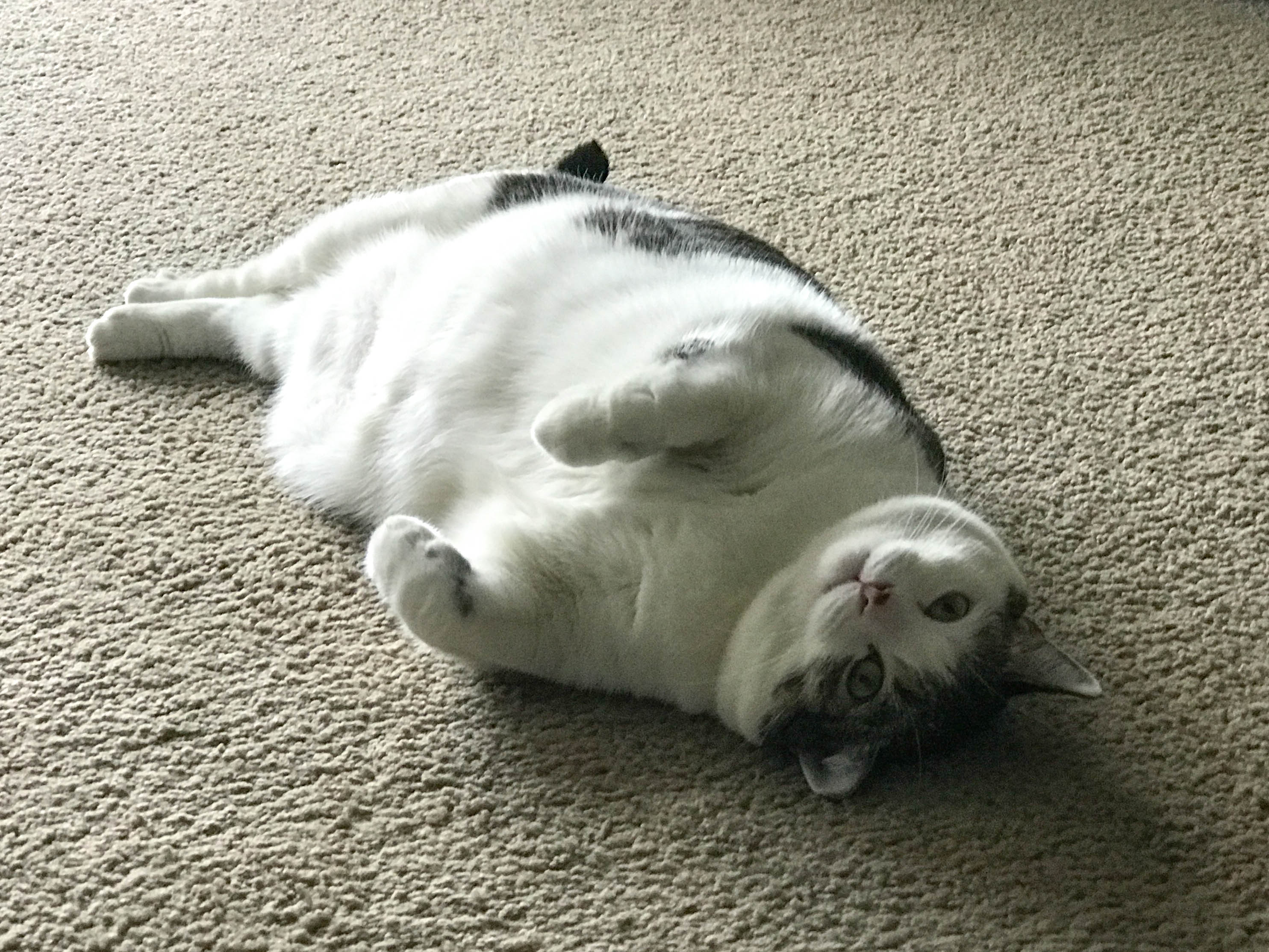
Một con mèo lười béo phì

- Ngáy, khó thở: Lượng chất béo dư thừa trong cơ thể có tác động tới toàn bộ hệ thống sức khỏe của mèo. Mèo mắc béo phì thường gặp khó khăn trong việc thở đều đặn và có thể nghe thấy và nhận ra điều này. Sự thiếu hụt oxy ảnh hưởng tới toàn bộ hệ thống sinh sống thiết yếu của mèo và có thể dẫn tới những vấn đề tích lũy như nhồi máu cơ tim, gan mãn tính hay bệnh về thận.
- Ù lì, lười vận động (con mèo lười): Mèo giảm ham thích chơi đùa, kém lanh lợi, khi mèo bắt đầu có tuổi, chúng sẽ trở nên chậm chạp hơn. Mèo thừa cân hay béo phì ảnh hưởng tới xương, khớp và dây chằng, viêm xương khớp là bệnh thường thấy ở mèo béo phì. Mèo bị hụt chân khi đi lại có thể đang trong giai đoạn đầu của bệnh viêm khớp hay vấn đề về xương sống.
- Da bóng dầu và lông bám gàu: Mèo bị thừa cân khó có thể tự chải chuốt hàng ngày, đối với mèo bị béo phì thì điều này hầu như là không thể. Vấn đề trên diễn ra càng lâu thì tình trạng của da và lông của chúng càng trở nên xấu hơn. Lượng dầu dư thừa và gàu có thể phát triển tới bệnh viêm da. Mèo để lại dấu vết cơ thể trên ga trải giường trong thời gian dài có thể đang mắc chứng béo phì.
- Táo bón và viêm đường tiết niệu: Mèo đi ngoài là việc khó khăn và căng thẳng đối với mèo thừa cân hay béo phì. Ngồi xổm làm cho xương sống và khớp nối của chúng chịu áp lực không ngừng nghỉ. Những con mèo không thể tự vệ sinh cho chính mình phải chịu đựng sự ảnh hưởng tới tuyến hậu môn hay bệnh viêm đường tiết niệu.

Với những con mèo cân đối, có thể nhìn thấy phần xương sống trên lưng và chạm vào xương sườn của chúng khá dễ dàng. Nếu phải ấn mạnh mới thấy thì mèo cưng đã hơi mĩm. Khi nhìn từ trên xuống, có một vòng eo khá dễ nhận biết tạo ra từ mặt sau của xương sườn và hông của thú cưng. Còn nhìn từ phía bên, sẽ thấy cơ bụng hốp lại, từ phần cuối lồng ngực vào đến má trong đùi. Nếu không đáp ứng được những dấu hiệu trên thì có thể là đã thừa cân. Khi quan sát từ phía trên đầu, thân mèo thường có xu hướng gập vào ở giữa đoạn xương sườn và hông. Quan sát từ phía bên, bụng một con mèo có cân nặng bình thường hình thành đường khá thẳng nối từ xương sườn tới hông. Nếu bụng mèo bị sa thấp xuống khi đưa mắt tiến gần vào phần hông thì rất có thể lúc đó mèo đã bị thừa cân hay béo phì.
Tăng cân, tích lũy mỡ thừa ở một hay một số bộ phận cơ thể, không có khả năng hoặc lười vận động, các chỉ số cơ thể trên mức bình thường. Để phân biệt có thể dùng cách đơn giản khi dùng tay chạm vào xương sườn, nếu không có cảm giác tầng lớp, cho thấy đã bị béo phì. Chó mèo bị chứng béo phì còn có những đặc điểm sinh lý khác khi nhìn chúng từ trên xuống hoặc khi chúng lắc trái phải, phần bụng sẽ nhô ra, hai bên bụng và xương sườn sẽ có diện tích mỡ rộng. Lúc đi đường lắc trái phải, không có bước đi bình thường, có nhiều ngấn thịt.

## Ảnh hưởng

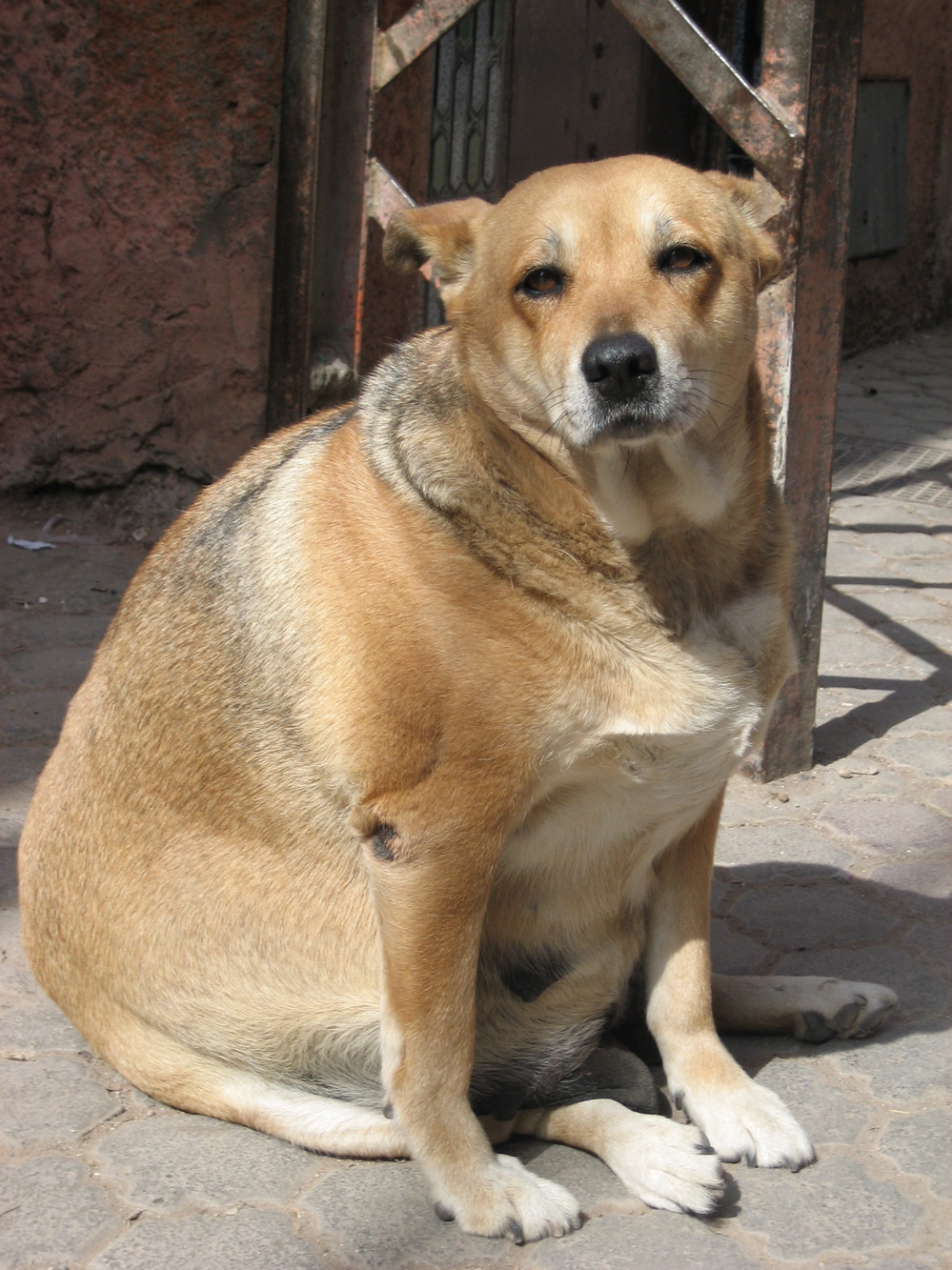
Thú cưng bị béo phì cũng ảnh hưởng đến cảm xúc và sự thoải mái của chúng

Thú cưng bị thừa cân không phải đối mặt với sự kỳ thị giống như con người, tuy nhiên những ảnh hưởng của béo phì lên sức khỏe và cảm xúc thì thú cưng, chó mèo thì cũng khá tương tự. Béo phì có thể gây những hậu quả lên tinh thần và cảm xúc cho thú cưng, lượng mỡ dư thừa làm giảm chất lượng cuộc sống, gây đau đớn và xáo trộn về mặt cảm xúc. Béo phì ở động vật có thể gây ra những biến chứng xấu tại hầu hết các cơ quan trong cơ thể và là tiền đề gây ra các chứng bệnh liên quan như tiểu đường và viêm xương khớp. Chỉ cần vượt 20% ngưỡng thừa cân thì thú cưng có nguy cơ giảm 1,8 năm tuổi thọ.
Bệnh béo phì gây ra nhiều vấn đề làm ảnh hưởng xấu đến sức khỏe của chó mèo như: Bệnh tim, giảm tuổi thọ, các vấn đề về đầu gối, khó thở, mệt mỏi, dễ bị đột quỵ, tiểu đường, các vấn đề về khớp, bao gồm cả viêm khớp, các vấn đề về tụy. Béo phì gây ra rất nhiều các vấn đề về sức khỏe, một số căn bệnh cũng dẫn đến béo phì ở chó. Béo phì rất khó chẩn đoán lâm sàng, như nghe bệnh, từ đó ảnh hưởng đến chẩn đoán về bệnh thậm chí dẫn đến sai lầm trong cách chữa trị.

### Tiểu đường
Chứng béo phì dẫn đến một vài bệnh nội tiết, chẳng hạn như bệnh tiểu đường. Cũng giống con người, một trong các hệ lụy lớn nhất khi thừa cân ở vật nuôi chính là tiểu đường. Bệnh tiểu đường này ảnh hưởng đến khả năng xử lý glucose dưới dạng đường có trong máu. Dấu hiệu của bệnh này là thú cưng khát quá mức, không thèm ăn, đi tiểu thường xuyên. Béo phì khiến nhu cầu hormone insulin là loại hormone chuyển hóa đường trong cơ thể gia tăng. Khi các tế bào sản sinh insulin bị quá tải, thú nuôi sẽ bị tiểu đường, gây ra nhiều tác hại cho cơ thể.

### Xương khớp
Rối loạn vận động xương và khớp, viêm xương/khớp hoặc ảnh hưởng đến dây chằng, xương khớp bị giãn, đôi khi lệch đĩa đệm. Do phải chịu đựng sức nặng quá tải của cơ thể dẫn đến việc gây khó khăn trong vấn đề đứng, leo cầu thang, giảm sức trong quá trình tập thể dục. Phần khớp liên kết với xương hông sẽ chịu thêm nhiều áp lực cho mỗi cân nặng thừa ra, áp lực cho các khớp lớn hơn cũng khiến dây chằng bị tổn thương, đặc biệt là dây chằng khớp gối, khiến chúng di chuyển khó khăn hơn.
Ước tính có trên 24% chó mèo bị béo phì có những chứng bệnh tổng hợp về xương khớp nghiêm trọng, bao gồm viêm khớp, gai cột sống, thoát vị đĩa đệm và rối loạn thần kinh, thoát vị đĩa đệm ở vật nuôi do béo phì tạo nên ngày càng nhiều. Loại bệnh này rất khó điều trị và thường xuyên tái phát. Ước tính cứ 4 chú chó bị thừa cân thì lại bị mắc các biến chứng nghiêm trọng về xương khớp và dây chằng. Ngoài ra, các giống chó lưng dài như Dachshunds (chó xúc xích) còn có thể bị lệch đĩa đệm.

### Vận động giảm

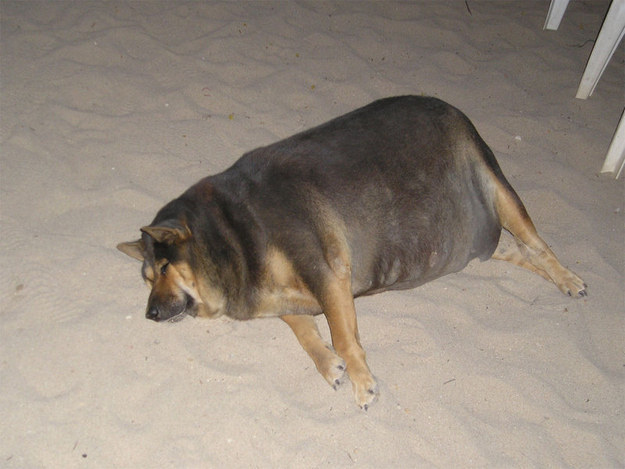
Một chú chó béo phì nằm lì trên cát, chẳng muốn di chuyển vì mệt nhọc

Thể lực giảm đi trông thấy ở thú cưng bị béo phì vì tim, cơ bắp cũng như hệ thống cơ bắp đều phải hoạt động nhiều hơn, nên hệ quả tất yếu là nhiều chú chó béo phì đi được vài bước là phải nằm thở mệt nhọc. Đồng thời khi huyết áp tăng cao, cơ thể lúc nào cũng mệt làm chúng không muốn chạy nhảy, chỉ nằm lì. Thừa cân còn làm huyết áp gia tăng, khiến tim phải hoạt động nhiều hơn, dễ dẫn đến trụy tim hay gánh nặng lên tim nên dẫn đến bệnh tim sung huyết.
Thú cưng trở nên khó thở do các mô mỡ chèn ép cơ hoành, hạn chế không gian hoạt động của phổi, khiến vật nuôi thở khó. Khi vận động càng rõ ràng hơn. Đây là do lớp mỡ dư thừa tạo thành khiến lớp ngăn ở ngực dày lên, không khí cần thiết gia tăng, có những chú chó do béo phì và thiếu oxy sau khi tập thể dục, lưỡi tím tái, thở hổn hển. Không chỉ giảm tuổi thọ, chất lượng cuộc sống của chúng sẽ giảm sút do mắc phải quá nhiều chứng bệnh và không đủ thể lực để vui chơi thoải mái, ngoài ra, chất béo là một chất giữ nhiệt vậy nên sẽ gây khó chịu cho những chú chó béo phì trong ngày hè nóng bức.

### Chức năng giảm
Thú cưng béo phì còn dễ mắc bệnh gan nhiễm mỡ, gan của chúng cũng hoạt động kém hơn hẳn vì chứng bệnh gan nhiễm mỡ. Bệnh gan nhiễm mỡ và bệnh túi mật thì sau khi chết đột ngột khám được nghiệm tử thi thì phát hiện gan nhiễm mỡ rất nghiêm trọng dẫn đến vỡ gan (Gan nhiễm mỡ ở mèo). Chúng còn bị chứng rối loạn tiêu hóa vì chúng cũng dễ bị rối loạn tiêu hóa hơn so với đồng loại có cân nặng tiêu chuẩn. Ngoài ra, nhiều động vật béo phì còn có nguy cơ bị táo bón.
Các ảnh hưởng sức khỏe lâu dài đối với chó mèo thừa cân/béo phì có thể làm nghiêm trọng thêm các vấn đề liên quan đến sức khỏe cũng như các vấn đề về tim mạch, táo bón và viêm da. Động vật béo phì càng dễ mắc bệnh về da: Đối với bác sĩ thú y lâm sàng, bệnh về da là bệnh thường gặp mà đau đầu nhất. Da chảy xệ, cơ thể xấu xí vì cân nặng quá cỡ sẽ khiến da của chúng bị chảy sệ, tạo thành các nếp gấp lớn. Các nếp gấp này sẽ tích tụ dầu và vi khuẩn, gây rụng lông ở động vật.
Khiến khả năng sinh sản giảm, tỷ lệ khó đẻ tăng cao: Điều này biểu hiện rõ ràng trong nhân giống thuần chủng. Quá nhiều dinh dưỡng nhưng không tập thể dục, dẫn đến việc tích tụ chất béo trong cơ thể. Khiến khả năng thụ thai của chó cái giảm đáng kể. Chó mèo bị béo phì ngay cả khi đã mang thai cũng có thể khó đẻ, tỷ lệ khó đẻ của chó bị béo phì trên 80%, thú cưng béo phì khiến trong lúc phẫu thuật, bác sĩ thú y khó nắm bắt được liều lượng thuốc gây mê, do lớp mỡ dưới da quá nhiều, sau khi phẫu thuật vết thương lành sẽ khá chậm.

## Điều trị

### Tăng cường vận động

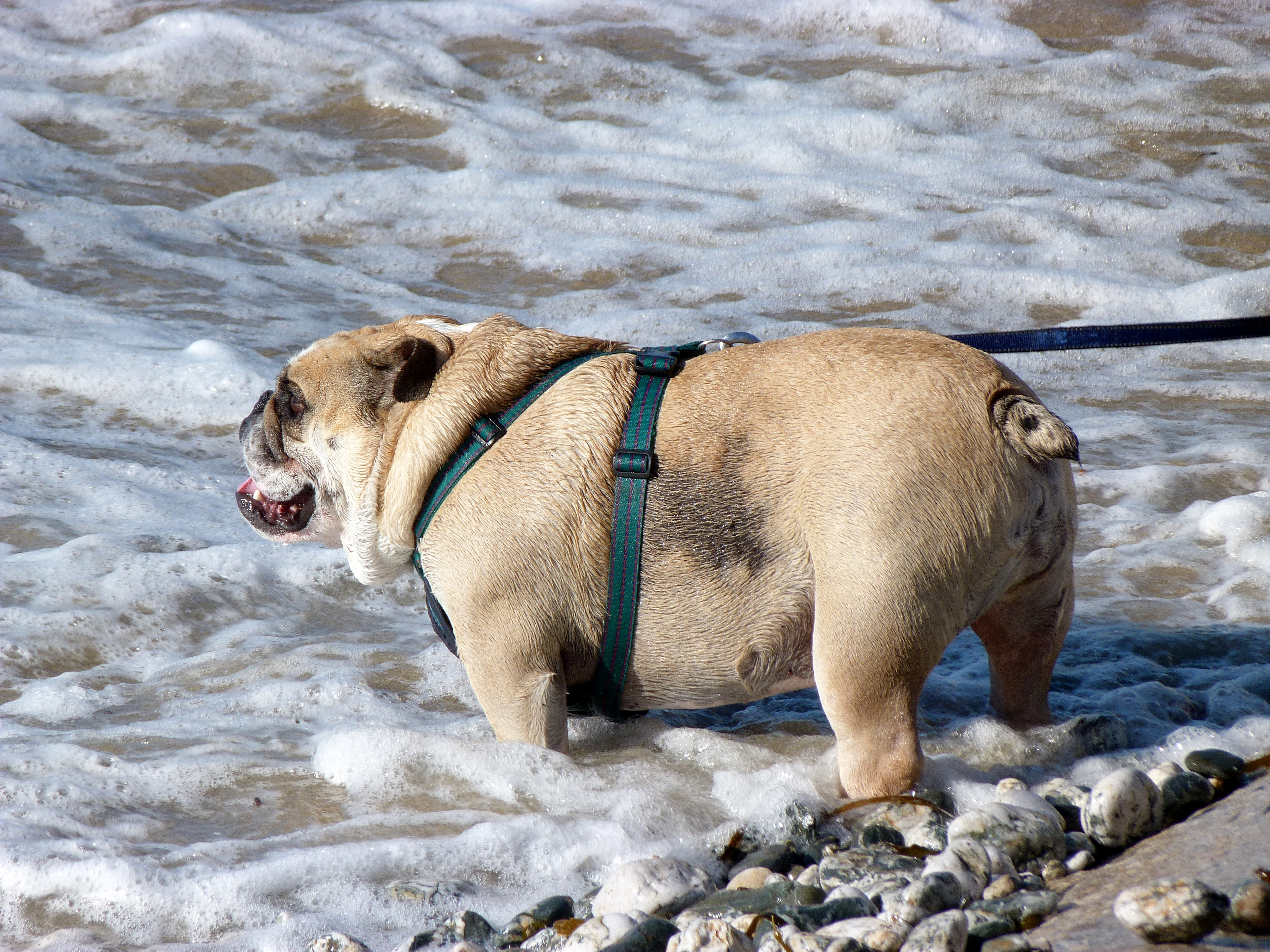
Tăng cường vận động cho thú cưng thừa cân

Để điều trị bệnh béo phì, cần đảm bảo duy trì giảm cân lâu dài, bằng cách giảm mức năng lượng nạp vào hàng ngày, đồng thời tăng tần suất vận động của chúng, vận động thường xuyên chính là những gì mà vật nuôi cần trong giai đoạn này để có thể giúp chó năng động hơn và giảm cân bằng cách cho chó chơi và đi dạo dù không phải tất cả phương pháp vận động đều phù hợp với mọi giống chó, nên tập thói quen đi dạo cho chó một cách từ từ, khoảng 10–20 phút và 1 -2 lần/ngày, tránh các ngày quá nóng hoặc lạnh.
Cần tăng mức độ hoạt động thể chất của con chó là rất quan trọng cho điều trị thành công. Các đề xuất phổ biến nhất cho chó đang xích đi bộ ít nhất 15 phút, hai lần một ngày, và chơi các trò chơi như tìm đồ, ném bắt, chủ nuôi nên cho chó tham một số hoạt động cần nhiều năng lượng khác như: ném banh, gậy cho chó chụp, vui chơi với các con chó khác, chạy, bơi lội, kéo co. Tăng cường hoạt động thể chất sẽ rất hữu ích cho việc giảm cân và duy trì cân nậng. Vận động thường xuyên sẽ đốt cháy nhiều calo hơn, kiềm chế sự thèm ăn, thay đổi cấu tạo cơ thể và làm tăng tỷ lệ trao đổi chất của mèo, một con mèo khỏe mạnh thì sẽ luôn vận động, chơi đùa thường xuyên.

### Giảm cân
Điều trị béo phì là tập trung vào giảm cân và duy trì trọng lượng được giảm trong dài hạn. Điều này được thực hiện bằng cách giảm lượng calo và tăng thời gian tập thể dục và vận động cho con chó. Giảm cân theo phác đồ, giảm cân từ từ, việc giảm cân quá nhanh sẽ không phù hợp với những con chó thói quen thụ động. Cách giảm cân hiệu quả nhất là cho thú cưng vận động nhiều hơn và giảm lượng thức ăn cung cấp hằng ngày. Khi bắt đầu giảm cân, chó không nên giảm nhiều hơn 2% khối lượng cơ thể ban đầu trong một tuần, một con chó trên 45 kg không được giảm nhiều hơn 1 kg/tuần. Một chương trình giảm cân phù hợp nên kéo dài một năm hoặc hơn để không ảnh hưởng xấu đến sức khỏe của chó.
Việc kiên trì giảm cân cho thú cưng để giúp chúng khỏe mạnh, phòng tránh được nhiều bệnh và cảm thấy thoải mái hơn. Việc giảm cân phải có tính hệ thống, nhất quán, và quan trọng hơn là phải được tiến hành dần dần. Mục tiêu giảm cân được khuyến cáo là khoảng 350 gram một tháng. Giảm cân đột ngột gây nguy hiểm cho bất cứ cá thể nào, đặc biệt là mèo. Mèo không nên bị bỏ đói hay cho ăn kiêng đột ngột. Khi giảm cân cho thú cưng, lưu ý nên dùng ly có vạch đong để xác định lượng thức ăn cho chó và cho ăn nhiều bữa nhỏ trong ngày (3 bữa hoặc hơn). Chủ nuôi có thể cho thú cưng ăn các loại thực phẩm ít năng lượng hơn một cách từ từ, kết hợp và thay thế dần dần loại thức ăn cũ trong vòng vài tuần cho đến khi chuyển hẳn sang thức ăn mới. 

### Chế độ ăn
Chủ nuôi nên đưa thú cưng đi kiểm tra định kì để bác sĩ thú y có thể chẩn đoán chó đang bị thừa cân hay béo phì và nguyên nhân của nó để đưa ra chế độ dinh dưỡng phù hợp. Chế độ dinh dưỡng được khuyên dùng chứa nhiều chất đạm và chất xơ, nhưng ít chất béo vì chất đạm có khả năng kích thích quá trình trao đổi sinh hóa và tiêu thụ năng lượng trong cơ thể, đồng thời tạo ra cảm giác no tránh cho chúng nhanh cảm thấy đói ngay sau khi vừa ăn. Các chất xơ không những chứa rất ít năng lượng, mà còn thúc đẩy sự hoạt động của đường ruột và sử dụng năng lượng cùng một lúc. 

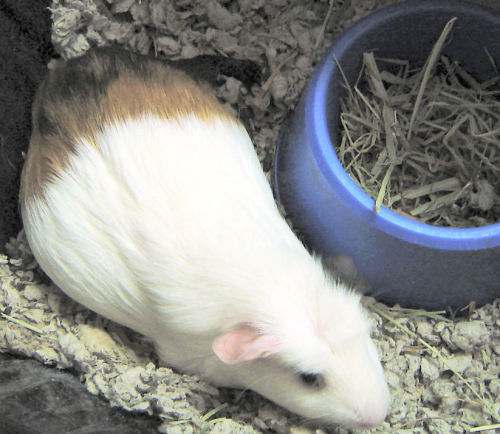
Tăng lượng chất xơ trong khẩu phần cũng là giải pháp giảm béo phì

Kiểm soát năng lượng là cho động vật ăn những thực phẩm ít chất béo, thực phẩm nhiều chất xơ. Chế độ ăn uống cần bao gồm chất xơ ở mức độ vừa phải và có thêm các loại chất béo để tránh da và lông bị xấu đi trong thời gian giảm cân. Giảm bớt calo dung nạp vào cơ thể cùng lượng chất xơ cao sẽ làm tăng lượng phân, khiến mèo thường xuyên muốn đi vệ sinh và nhờ đó, giảm hấp thụ dinh dưỡng. Cần chọn đúng loại thực phẩm dành cho giảm cân, việc chọn thức ăn là một khâu rất quan trọng. Thức ăn đóng hộp là lựa chọn tốt hơn là các loại hạt khô vì nó chứa hàm lượng đạm cao hơn, và 70% là nước giúp bù nước trong quá trình giảm cân.
Giảm bớt số lượng thức ăn, cho ăn nhiều bữa. Giảm cân bằng cách ít ăn để đói, cơn đói sẽ không tạo ra tác dụng phụ là cách đơn giản nhất. Những vật nuôi thừa cân thường dung nạp nhiều calo hơn nhu cầu mà chúng thực sự cần, xác định nhu cầu calo của vật cưng, chọn thực phẩm phù hợp và tính toán cần cho ăn. Kiểm soát chế độ dinh dưỡng của chó, công thức để xác định năng lượng cần thiết cho thú cưng ăn hàng ngày là: Nhu cầu năng lượng mỗi ngày(kcal) = 132 x (trọng lượng cơ thể chó tính theo kg) x 0.75. Lượng thức ăn giảm mỗi ngày không nên quá 20kalo để tránh sốc cho mèo.
Nên cho mèo ăn vừa đủ no, không nên ép mèo ăn quá sức, ăn quá no, vượt quá nhu cầu của cơ thể thì phần thức ăn dư thừa đó sẽ chuyển sang mỡ và làm tăng cân nặng. Một số con mèo rất là ham ăn, chúng sẽ ăn hết thức ăn cho nó dù nó đã căng phình bụng, có thể so sánh khác biệt giữa một con mèo hoang và con mèo cưng nhà. Với các giống mèo tại Việt Nam, cân nặng chuẩn của một con mèo khỏe mạnh vào khoảng 3,5–5 kg. Trung bình mỗi bữa ăn, nên cho mèo ăn một lượng từ 17- 20 gam thức ăn, không nên cho ăn quá no, đây chính là cân nặng của một con chuột nhắt, con mồi ưa thích của mèo.
Hạn chế tối đa việc cho chó ăn vặt và nên cho chó ăn vặt bằng các loại thực phẩm ít năng lượng như táo, chuối, cà rốt, đậu que, thịt nạc (đã nấu chín), dưa, lê, các sản phẩm ăn vặt ít năng lượng dành riêng cho chó. Không cho chó (hoặc mèo) ăn nho hoặc nho khô vì các loại thực phẩm này có thể gây bệnh thận ở vật nuôi. Không nên cho mèo ăn linh tinh. Một khía cạnh khác cần được xem xét khi kiểm soát béo phì ở mèo chính là việc săn mồi của chúng, cần hạn chế mèo đi kiếm ăn bên ngoài để ngăn chặn chúng dung nạp thêm quá nhiều chất dinh dưỡng.

### Phương pháp

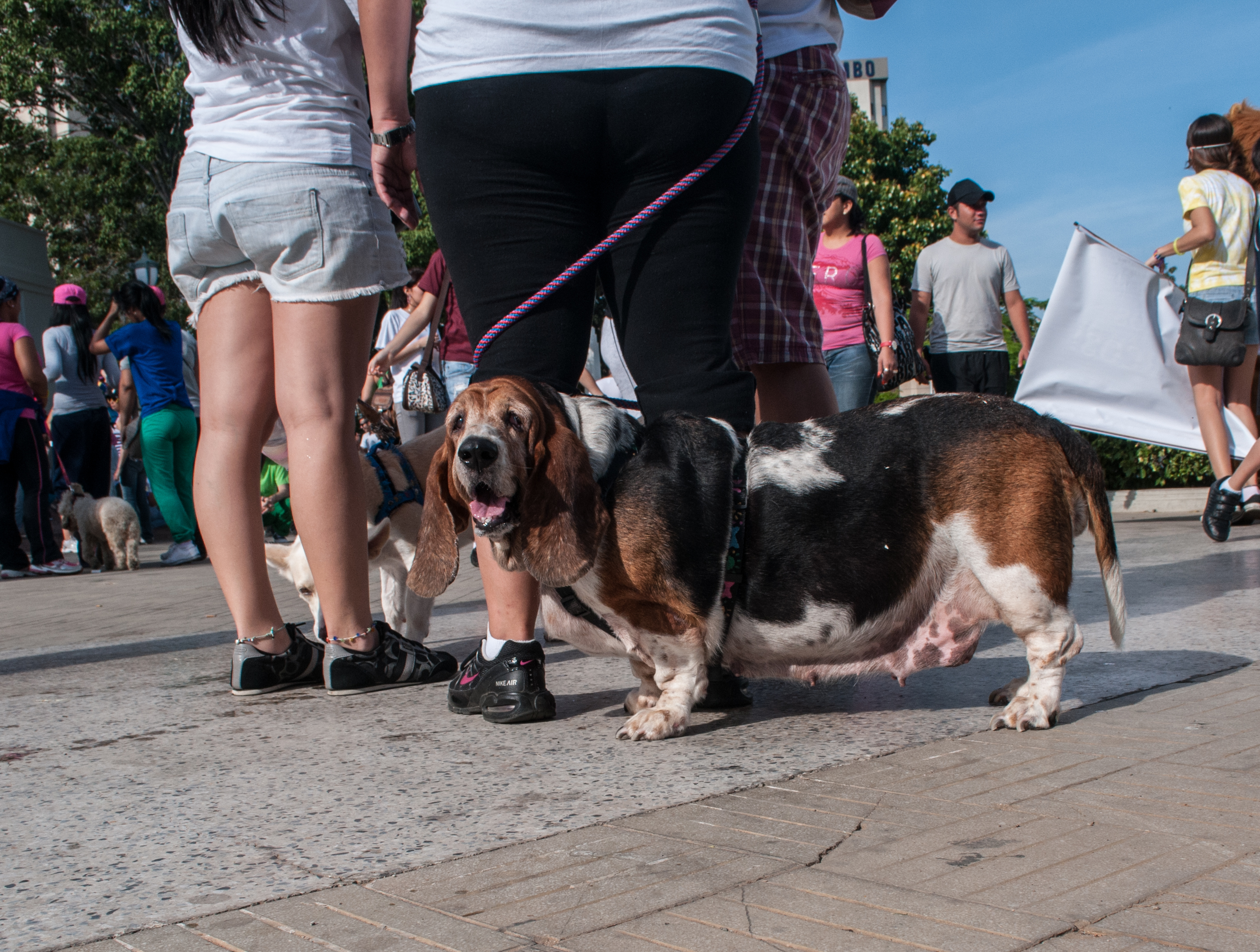
Một con chó săn chân lùn phát phì và chính người chủ của nó cũng béo mập

Thay đổi hành vi của chủ nuôi cũng là cách để kiểm soát cân nặng cho mèo hiệu quả, chủ nuôi cũng phải dần thay đổi những thói quen của mình khiến mèo thừa cân, như là cho vật cưng quá nhiều đồ ăn thưởng, hoặc không để nó vận động thường xuyên như không cho phép mèo vào phòng ăn khi mọi người đang ăn uống. Chia nhỏ bữa ăn hàng ngày của mèo. Cho mèo ăn đầy đủ tất cả các bữa và chỉ cho ăn trong bát của chúng. Giảm các loại đồ ăn nhanh hoặc đồ ăn thưởng không cần thiết.
Ngoài chế độ ăn uống, hãy quan tâm hơn đến những yếu tố khác có ảnh hưởng đến cân nặng của mèo. Tỷ lệ giảm cân thành công ở loài chó chỉ đạt mức 63%. Vấn đề nằm ở cách con người tiếp cận các biện pháp giảm cân cho vật nuôi vì chỉ tập trung vào việc thiết kế các bữa ăn hợp lý, xây dựng các kế hoạch tập luyện cho chúng, tuy nhiên lại không thực hiện tất cả những điều đó, do đó, nên tập trung vào sự gắn kết giữa con người và vật nuôi, hơn là mối quan hệ giữa vật nuôi và thức ăn. 

### Trị liệu
Ở Mỹ đã xuất hiện mô hình trang trại giảm béo dành cho chó mèo, những chú chó cưng khi đến đây sẽ được luyện tập "Pawlates", "Doga" và "Barko Polo", những phiên bản khác của Pilates, Yoga và Marco Polo để giúp chó giảm béo. Hầu hết các khách sạn và spa sang trong dành cho chó mèo đều thiết kế một chương trình thích hợp cho những thú cưng thừa cân, nhưng chỉ có một vài trang trại dành cho những thú cưng quá khổ. Doga chính là một phiên bản yoga dành cho chó. Doga và pawlates đều như nhau, giúp tăng sự dẻo dai và vận động một cách linh hoạt. Nếu như doga khuyến khích các trò chơi vận động trên mặt đất thì pawlates sử dụng thiết bị cân bằng cao hơn như quả bóng lớn để tập thể dục.